# Massacro della lega di Bodo
Il massacro della lega di Bodo è stato un massacro e crimine di guerra contro comunisti e sospetti simpatizzanti (molti dei quali erano civili che non avevano alcun legame con il comunismo o i comunisti) avvenuto nell'estate del 1950 durante la guerra di Corea. Le stime del bilancio delle vittime variano, storici e esperti di guerra di Corea stimano che il totale complessivo va da almeno 60.000-110.000 (Kim Dong-choon) a 200.000 (Park Myung-lim). Il massacro fu erroneamente attribuito ai comunisti. Per quattro decenni il governo sudcoreano è riuscito a nascondere questo massacro minacciando di torturare o uccidere i sopravvissuti che lo avessero rivelato al pubblico con l’accusa di essere simpatizzanti comunisti. Soltanto dopo gli anni novanta numerosi cadaveri sono stati trovati in fosse comuni e c’è stata consapevolezza pubblica del massacro.

## Lega di Bodo

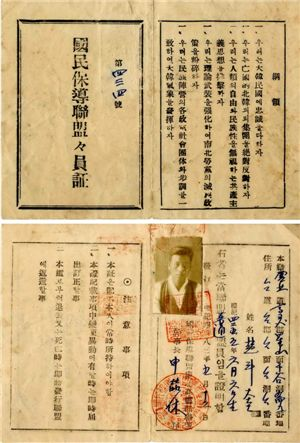
Carta d'identità dei membri della Lega di Bodo

Quando scoppiò la guerra di Corea, il governo di Syngman Rhee aveva incarcerato 30.000 comunisti. Inoltre, 300.000 persone sospettate di essere simpatizzanti erano state arruolate in un movimento di rieducazione ufficiale, la lega di Bodo (o anche lega nazionale di orientamento e riabilitazione). Anche non comunisti e altre persone erano state costrette ad entrare per riempire le quote di arruolamento.

## Esecuzioni

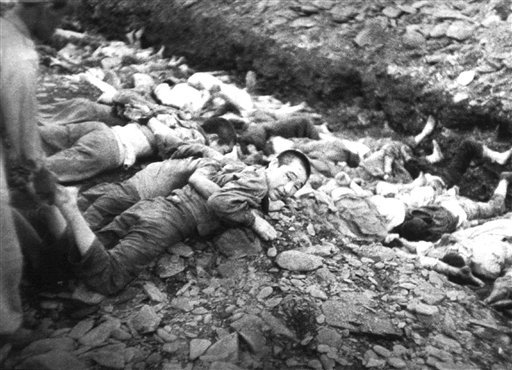
Prigionieri giacciono a terra prima dell'esecuzione da parte delle truppe sudcoreane nei pressi di Daejon, Corea del Sud, luglio 1950. Foto di Maj. Abbott., Esercito statunitense

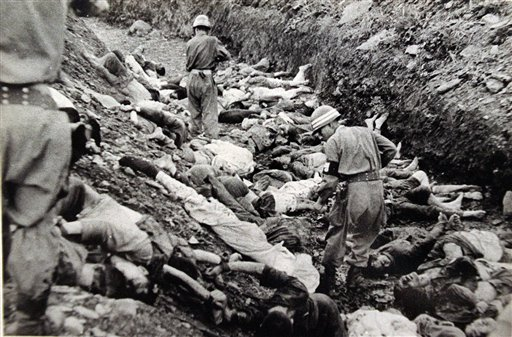
Soldati sudcoreani camminano tra i corpi di prigionieri politici sudcoreani uccisi vicino a Daejon, Corea del Sud, luglio 1950. Foto del maggiore Abbott dell'esercito americano.

Sotto la guida di Kim Il-sung, l'esercito popolare coreano attaccò da nord il 25 giugno 1950, iniziando così la guerra di Corea. Secondo Kim Mansik, che era un ufficiale superiore della polizia militare, il presidente Syngman Rhee ordinò l'esecuzione di persone legate alla lega di Bodo o al Partito del Lavoro della Corea del Sud il 27 giugno 1950. Il primo massacro è iniziato il giorno dopo a Hoengseong, Gangwon-do, il 28 giugno. Le forze sudcoreane, aiutate da gruppi anticomunisti, giustiziarono prigionieri comunisti e membri della lega di Bodo senza processo o prove.
Kim Tae Sun, il capo della polizia metropolitana di Seoul, ha ammesso di aver ucciso personalmente almeno 12 "comunisti e sospetti comunisti" dopo lo scoppio della guerra. Quando Seoul fu riconquistata alla fine del settembre del 1950, circa 30.000 persone furono sommariamente considerate collaboratori con i nordcoreani e vennero fucilati dalle forze ROK. È noto che almeno un tenente colonnello americano abbia approvato le esecuzioni, quando ha detto ad un ufficiale sudcoreano di poter uccidere un gran numero di prigionieri a Busan se le truppe nordcoreane si avvicinassero. Un'esecuzione di massa di 3.400 sudcoreani ebbe effettivamente luogo vicino a Busan quell'estate.
Documenti ufficiali degli Stati Uniti mostrano che agenti americani hanno assistito e fotografato il massacro. In un caso è noto che un ufficiale americano ha sanzionato l'uccisione di prigionieri politici in modo che non cadessero in mani nemiche. Testimoni americani hanno anche riportato la scena dell'esecuzione di una ragazza che sembrava avere 12 o 13 anni.  Il massacro fu anche riferito a Washington e al Gen. Douglas MacArthur,  che lo descrisse come una "materia di questioni interne". Secondo un testimone, a 40 vittime fu rotta la schiena con il calcio del fucile e furono successivamente uccise. Le vittime nei villaggi sul mare vennero legate insieme e gettate in mare per annegare. L'amministratore sudcoreano in pensione Nam Sang-hui ha confessato di aver autorizzato a gettare 200 corpi di vittime mare, dicendo: "Non c'era tempo per i processi".

## Commissione per la verità e la riconciliazione
La scoperta di tombe contenenti resti di bambini e simpatizzanti comunisti nel 2008 a Daejeon ha aperto un capitolo della storia sconosciuto alla maggior parte dei sudcoreani.
La Commissione per la verità e la riconciliazione sudcoreana ha raccolto testimonianze di sopravvissuti e persone che hanno partecipato alle esecuzioni, tra cui quella della guardia carceraria di Daejon, Lee Joon-young. 
Oltre alle fotografie delle fosse comuni, gli archivi nazionali statunitensi hanno reso pubbliche le foto scattate dai soldati statunitensi nei siti di esecuzione, confermando che i militari statunitensi ne erano a conoscenza. A quel tempo, il generale MacArthur aveva descritto le esecuzioni come "problema interno della Corea del Sud", e non è intervenuto.